# Rena (portacontainer)
La Rena è stata una nave portacontainer da 3.351 TEU di proprietà della compagnia di navigazione greca Costamare Inc. attraverso una delle sue controllate, Diana Shipping Inc.
La nave fu costruita nel 1990 come ZIM America per la compagnia di navigazione israeliana Zim da Howaldtswerke-Deutsche Werft AG a Kiel, Germania. Fu ribattezzata Andaman Sea nel 2007 e navigò con il suo ultimo nome e armatore dal 2010.
Il 5 ottobre 2011, a causa di errori di navigazione nei pressi della scogliera di Astrolabe, la Rena si arenò vicino a Tauranga, in Nuova Zelanda, provocando una fuoriuscita di petrolio. Nell'arco di diversi mesi la nave fu colpita da forti venti costanti e mare mosso e l'8 gennaio 2012 la Rena si spezzò in due dopo una notte particolarmente dura di maltempo. Entro il 10 gennaio la poppa si inabissò sopra il banco della scogliera, affondando quasi completamente.

## Caratteristiche
La Rena era una nave portacontainer Panamax di 236 metri con una capacità di container di 3.351 unità equivalenti a venti piedi (TEU) in sette stive. La sua larghezza era di 32,2 metri e a pieno carico aveva un pescaggio di 12 metri. La sua stazza lorda era di 38.788 tonnellate, la stazza netta di 16.454 e il tonnellaggio di portata lorda di 47.231 tonnellate. L'equipaggio della Rena era composto da 20 persone.
La nave era azionata da un singolo motore diesel Cegielski - Sulzer 8RTA76 a due tempi a otto cilindri a bassa velocità direttamente accoppiato a un'elica a passo fisso. Il motore principale, che aveva una potenza massima di 21.996 kW (29.497 CV) a 98 giri/min, bruciava 90 tonnellate di olio combustibile pesante al giorno, dando alla nave una velocità di servizio di 21 nodi (39 km/h; 24 mph). Per le manovre nei porti la nave era dotata anche di un'elica di prua. La potenza a bordo della nave era generata da due gruppi elettrogeni ausiliari da 1.240 kilowatt (1.660 hp).

## Storia

### Servizio

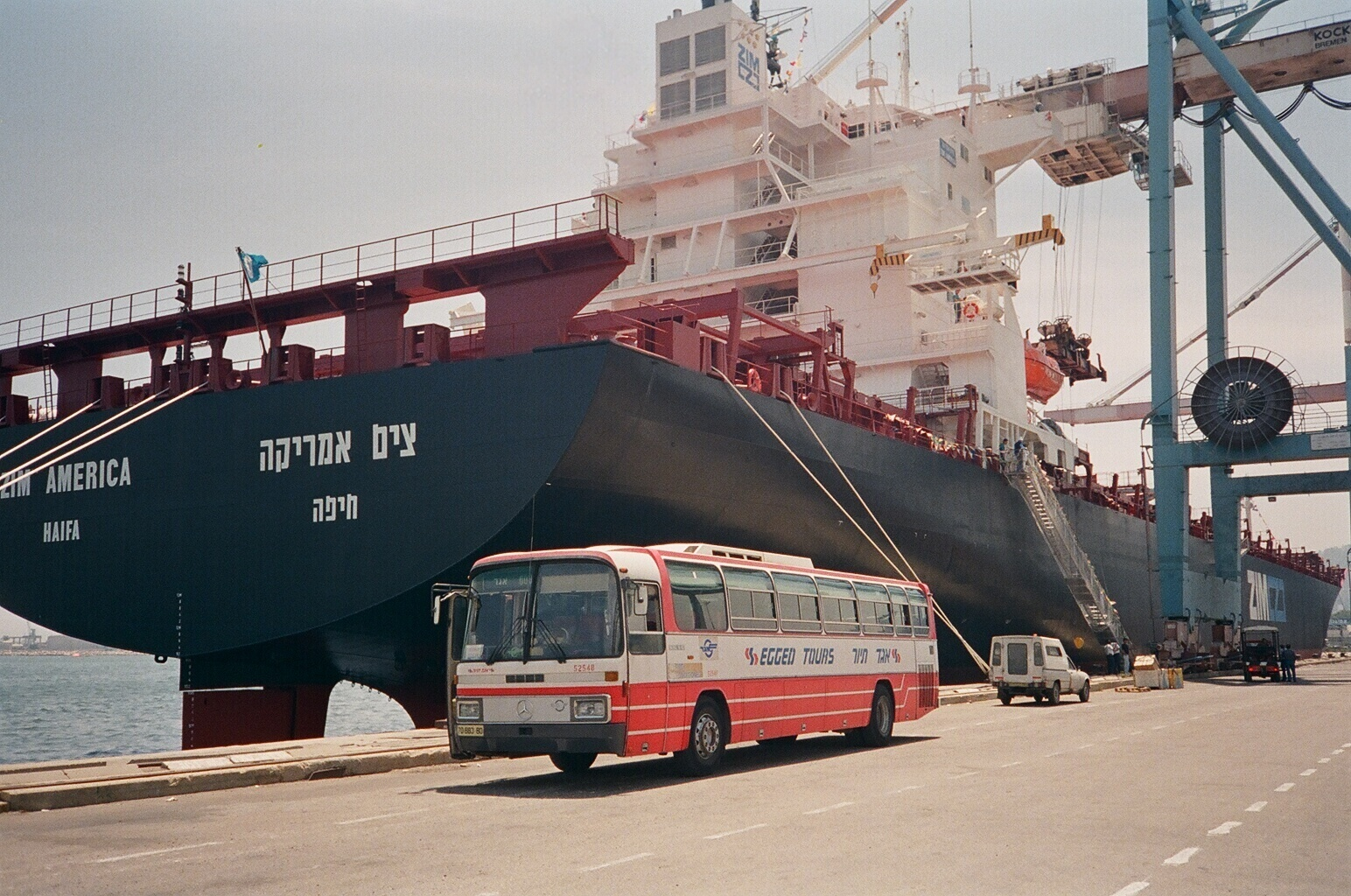
La ZIM America

Alla fine degli anni '80 la compagnia di navigazione israeliana Zim lanciò un importante progetto di rinnovamento e di espansione della flotta, che comprendeva l'ordinazione di 15 nuove navi. Una delle nuove navi era la ZIM America, che fu impostata il 4 ottobre 1989 presso il cantiere navale Howaldtswerke-Deutsche Werft AG di Kiel, in Germania. Consegnata il 1º aprile 1990 e registrata ad Haifa, la nuova portacontainer da 3351 TEU ha consentito a Zim di offrire ai propri clienti un programma di navigazione settimanale a giorni fissi. La ZIM America fu successivamente re-registrata sotto bandiera di comodo maltese nel 2004 con La Valletta come porto di registrazione e nel 2007 fu ribattezzata Andaman Sea.
Nel 2010 la Andaman Sea fu venduta alla Daina Shipping Co., controllata della compagnia di navigazione greca Costamare Inc. Fu poi ribattezzata Rena e registrata nel porto di Monrovia in Liberia.

### Incagliamento e fuoriuscita di petrolio nel 2011

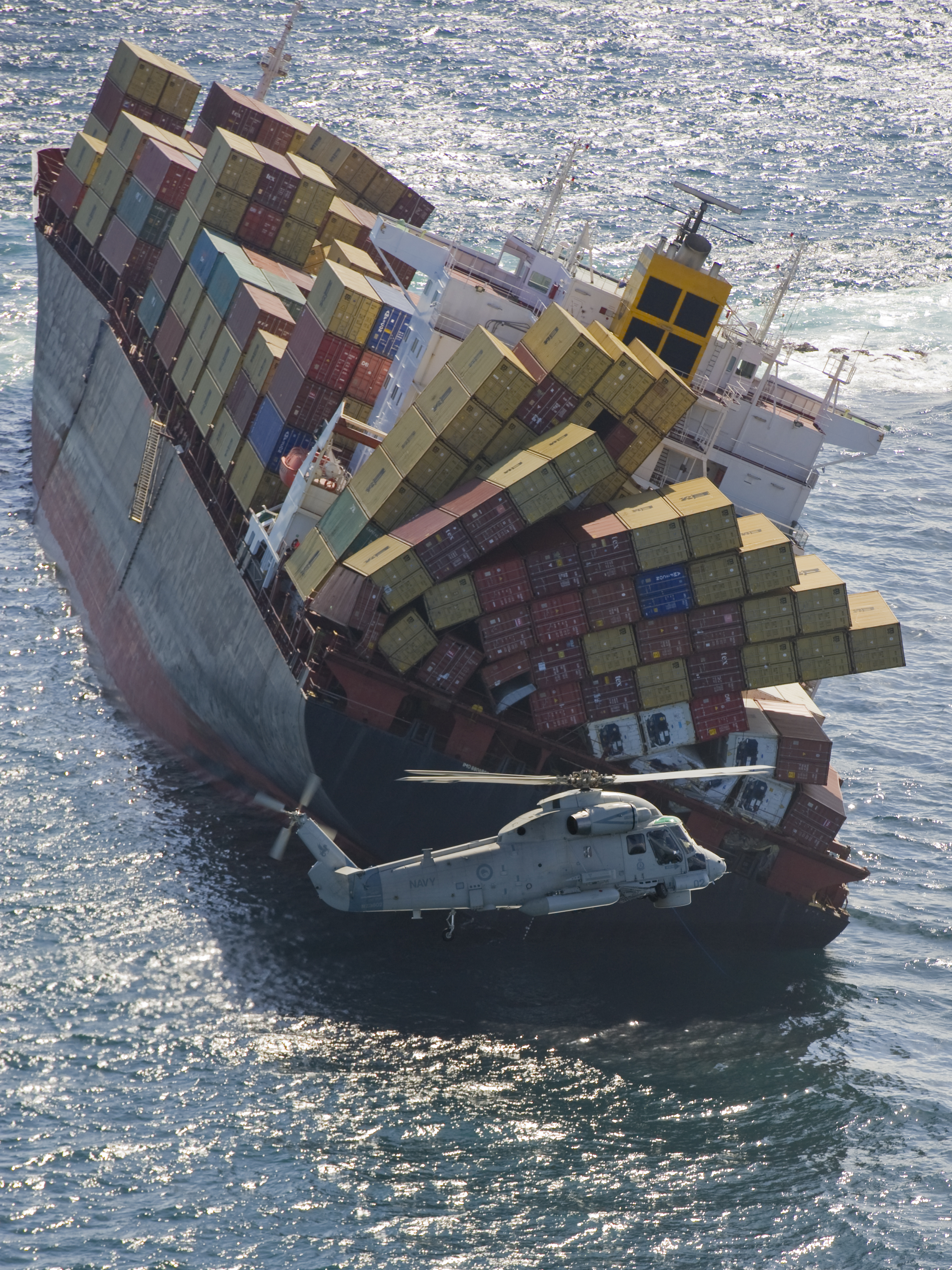
La Rena incagliata

Mercoledì 5 ottobre 2011, alle 2:20 durante la navigazione da Napier a Tauranga, la Rena si incagliò sulla scogliera di Astrolabe, al largo della Baia dell'Abbondanza, in Nuova Zelanda. La nave trasportava 1.368 container, otto dei quali contenevano materiali pericolosi, oltre 1.700 tonnellate di olio combustibile pesante e 200 tonnellate di gasolio marino. 

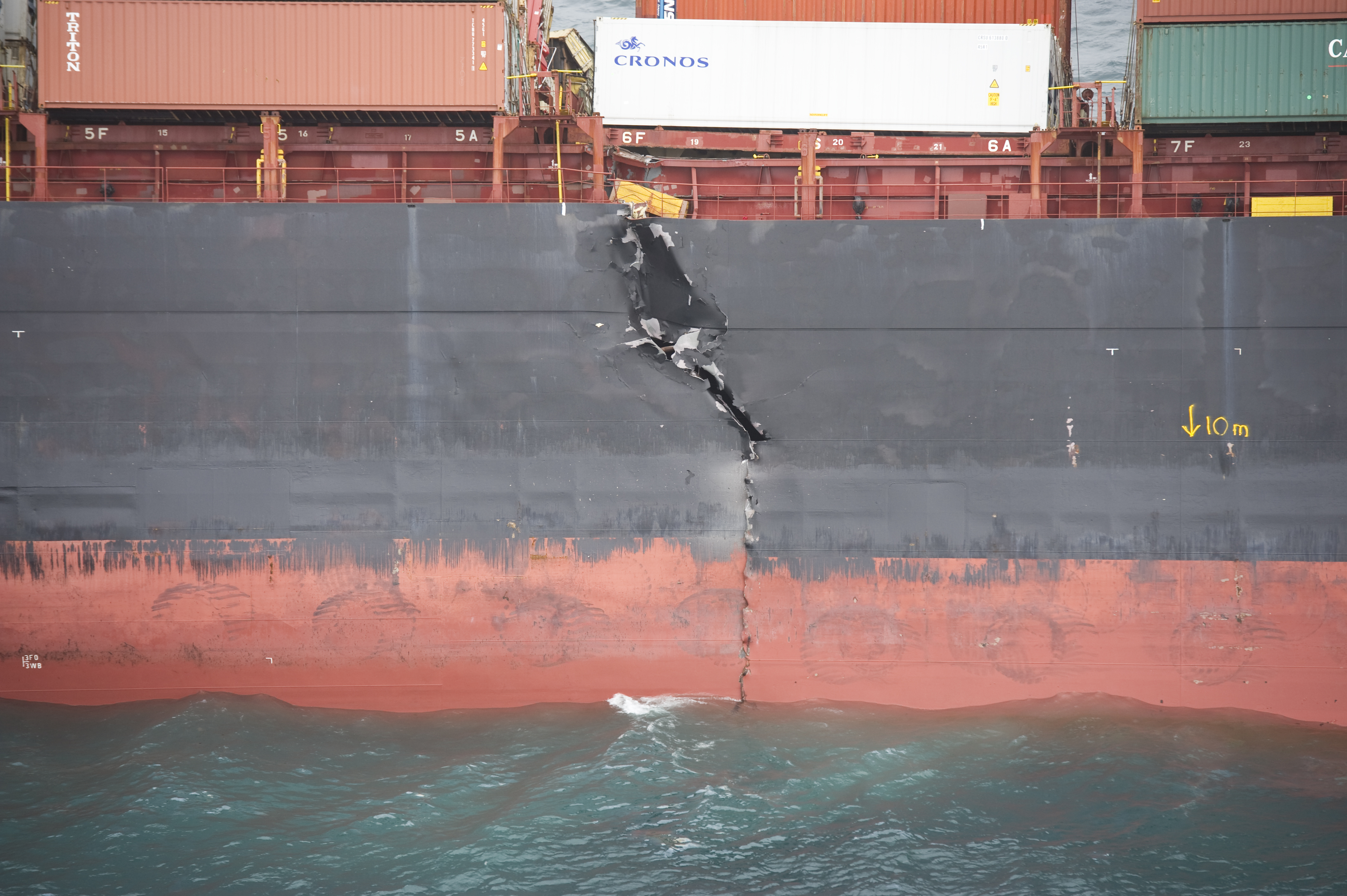
La Rena spezzata

Già la domenica 9 ottobre, una marea nera di 5 km minacciò la fauna selvatica e le ricche acque di pesca della zona. Il 10 ottobre il petrolio della Rena iniziò a sporcare la spiaggia di Mount Maunganui. Il maltempo quella notte fece deviare la nave sulla scogliera e l'equipaggio fu evacuato. Lo spostamento della nave causò ulteriori danni, provocando altre 130-350 tonnellate perdite di petrolio.
L'11 ottobre la fuoriuscita è stata dichiarata dal ministro dell'ambiente Nick Smith il peggior disastro ambientale marittimo della Nuova Zelanda.
Entro il 13 ottobre la nave era inclinata di 20° e 88 dei suoi 1368 container caddero in mare.
A causa della maggiore pressione sul suo scafo, ci si aspettava che la Rena si sarebbe spazzata in due in qualsiasi momento, aumentando l'impatto ambientale del disastro. Il 14 ottobre 2011 fu dichiarato che la Rena si era divisa in due, tenuta insieme solo dalla sua struttura interna e dalla scogliera stessa.
L'8 gennaio 2012, fu comunicato che la Rena si era spezzata in due e, sebbene la prua fosse rimasta saldamente ancorata alla scogliera, la spaccatura aveva causato l'allontanamento di entrambe le sezioni l'una dall'altra e l'assestamento più in basso nell'acqua. Ciò ha causato il rilascio in mare di ulteriori detriti e petrolio. Il 10 gennaio la poppa fu quasi completamente sommersa, e il 4 aprile scomparve completamente dalla superficie dell'acqua, affondando.

## Situazione attuale
Nel giugno 2014, il relitto della Rena fu ripulito da circa il 77% dei container. I pezzi principali del relitto furono rimossi, inclusa l'intera prua, il blocco di alloggio da 350 tonnellate (fino al ponte D) e un pezzo importante del lato sinistro. Tutto il carburante e gli oli furono rimossi, ad eccezione di circa 1 tonnellata di aderenza. Ci fu una continua ricerca dell'ultimo container di perline di plastica. Durante l'operazione di salvataggio, furono rimosse dall'area più di 850 tonnellate di detriti.
In un rapporto dell'armatore della nave, fu notato che la vernice antivegetativa sul relitto contiene zinco, diuron, rame e tributilstagno (TBT). Lo stesso rapporto ha rilevato che esiste una "contaminazione localizzata di TBT nei sedimenti sulla scogliera di Astrolabe". Il rapporto sulla qualità dei sedimenti presentato dagli armatori della nave come parte della loro richiesta di consenso delle risorse per lasciare il relitto sull'Astrolabe ha osservato: "Le concentrazioni di contaminanti nei sedimenti su Astrolabe Reef adiacente al relitto indicano che è probabile che si verifichino effetti negativi sugli organismi a causa di elevate concentrazioni di rame, zinco, TBT e IPA ".
Nel febbraio 2016, la Diana Shipping Inc. ottenne il consenso di lasciare sulla scogliera le parti non recuperate della Rena. I lavori di recupero e salvataggio furono completati il 4 aprile 2016 e l'ex zona di esclusione intorno al sito fu revocata. Come parte del piano di accesso ufficiale, due siti di immersione per subacquei esperti sono stati svelati su un sito Web che fornisce informazioni sulla pesca, lo snorkeling, le immersioni e la sicurezza. Insieme, questi due siti coprono la maggior parte del restante relitto di prua, mentre l'immersione nel relitto di poppa molto più profondo non è ufficialmente raccomandata.
Nel dicembre 2020, i subacquei scoprirono che la natura era in fase di ripresa e che il relitto stava diventando una rigogliosa foresta di alghe. I subacquei stanno monitorando eventuali pezzi di acciaio che potrebbero staccarsi e galleggiare nella marea, danneggiando la scogliera, così come lo stato di 5-10 tonnellate di rame granulato intrappolato sotto lo scafo del relitto. Il team continuerà a monitorare la Rena per i prossimi 20 anni per verificare che non causi ulteriori danni alla scogliera e che eventuali problemi vengano identificati tempestivamente.